# Perasia aequa
Perasia aequa är en fjärilsart som beskrevs av Max Wilhelm Karl Draudt 1940. Perasia aequa ingår i släktet Perasia och familjen nattflyn. Inga underarter finns listade i Catalogue of Life.